# كاتانو (أوساكا)
مدينة كاتانو (بالإنجليزية: Katano) هي أحد المدن التابعة لمحافظة أوساكا. تأسست رسميًا في 03/11/1971. ويقدر عدد سكانها بـ 77853 نسمة حسب تقدير مكتب الإحصاء الياباني لعام 2012. تبلغ مساحة كاتانو 25.55 كم2. بكثافة سكانية تبلغ 3047 نسمة/كم2.